# Chen Heng
Chen Heng (? - 196) est un officier sous Liu Yao. Il défend la ville de Jianye avec Xue Li et Zhang Ying lorsque les forces de Sun Ce envahissent la province de Yang. Après avoir été trompé par une ruse de Sun Ce, il sort de la ville et se fait prendre dans une embuscade où il est atteint d’une flèche tirée par Jiang Qin et meurt. 